# Freundeskreis der Universität der Künste
Der Freundeskreis der Universität der Künste – Karl Hofer Gesellschaft e. V. ist ein gemeinnütziger Verein in Berlin.

## Geschichte
Der Verein wurde 1953 anlässlich des 75. Geburtstages von Karl Hofer gegründet, trägt den Namen aber erst seit dem Jahr 1955. Gründungsmitglieder waren unter anderem Ernst Reuter, Otto Suhr und Joachim Tiburtius.

## Vereinszweck
Der Freundeskreis fördert Absolventen der Universität der Künste Berlin mit Atelierstipendien, der Auslobung von Preisen, der Vermittlung von Ausstellungsmöglichkeiten und Kontakten. Unterstützt werden neben den jungen bildenden Künstlern auch Studierende und Absolventen aus den Bereichen Musik, Design und darstellende Kunst. Rund 700 Mitglieder des Freundeskreises, der den Namen des ersten Direktors der damaligen Staatlichen Hochschule für bildende Kunst trägt, haben dafür gesorgt, dass inzwischen rund 200 Meisterschüler der Universität der Künste als Stipendiaten noch zwei Jahre nach Abschluss ihrer Ausbildung mit einem Atelierstipendium gefördert werden konnten.

## Ateliers
Die ersten Ateliers befanden sich in der Rheinstraße in Friedenau. Es folgte 1987/88 die Künstlerwerkstatt mit sieben Ateliers im ehemaligen Bahnhof Berlin-Westend mit der Ausweitung der Förderaktivitäten auf Musik und darstellende Kunst. Obwohl die Ateliers erst Ende 2001 geschlossen wurden, konnte der Freundeskreis bereits 1997 eine neu ausgebaute Atelieretage mit angrenzender Galerie in einem früheren Fabrikgebäude beziehen. Ein wesentliches Ziel des Vereins, der Austausch mit internationalen Künstlern und Kunstinstitutionen, kann nunmehr unter weitaus besseren Bedingungen fortgesetzt werden. Die 14 Studios und die dazugehörige Galerie mit insgesamt 1200 Quadratmetern bieten Stipendiaten und Gästen ausgezeichnete Arbeitsbedingungen. In der urbanen Umgebung des einst bedeutenden Industriestandortes Oberschöneweide im Südosten Berlins bietet der Verein ein „artist-in residence-Programm“ für Gäste des In- und Auslands. Schwerpunkte für die Präsentationen in der Galerie sind Ausstellungen der internationalen Gäste, experimentelle Projekte und fachübergreifende, medienorientierte Kunst mit Studierenden und Absolventen der Universität der Künste Berlin.

## Preise
Der Freundeskreis vergibt bzw. betreut folgende Preise 
- Karl Hofer Stipendien[1]
- IBB-Preis für Photographie[2]
- JIB-Jazz-Preis[3]
- Kunst und Konstrukt[4]

## Vorstand
Vorsitzender des Vorstandes ist Karlheinz Lüdeking. Dem Vorstand gehören daneben als stellvertretende Vorsitzende Harald Wiedmann und von Amts wegen Universitätspräsident Norbert Palz sowie als Beisitzer Hilke Masche, Christiane Möbus und Britta Schmitz an.

## Ausstellungen
Die Positionen der Atelierstipendiaten eines Jahrgangs werden gemeinsam in einer Abschlussausstellung präsentiert. Die Ausstellung des Jahrgangs 2008–2010 lief unter dem programmatischen Titel „Themenwechsel“ und wurde von Isabelle Meiffert kuratiert. Die Ausstellung des Jahrgangs 2010–2012 lief in der Kommunalen Galerie Charlottenburg unter dem Titel "vice versa".

## Die Stipendiaten
- Stipendiaten 2008–2010: Kaya Behkalam, Katarzyna Belski-Urban, Andrea Damp, Peter Dobroschke, Yulia Kazakova, Simon Menner, Vladimir Mitrev, Achim Riethmann, Maya Schweizer, Yukiko Terada, Alexander Wagner, Sinta Werner.
- Stipendiaten 2010–2012: Clara Bahlsen, Lise Chevalier, Antje Engelmann, Dana Engfer, Nadine Fecht, Carla Mercedes Hihn, Cyrill Lachauer, Sophia Pompéry, Jovana Popic, Gabriel Rossell-Santillàn, Bosse Sudenburg, Benedikt Terwiel.